# Kevin Farrell
Kevin Joseph Farrell (Dublin, 2 september 1947) is een Iers-Amerikaans geestelijke en een kardinaal van de Rooms-Katholieke Kerk, werkzaam voor de Romeinse Curie.
Farrell behaalde een bachelor aan de universiteit van Salamanca en een master filosofie en een licentiaat theologie aan de pauselijke Universiteit Gregoriana. Aan de pauselijke Universiteit Sint Thomas van Aquino behaalde hij graden in dogmatische en pastorale theologie. Tevens behaalde hij een MBA aan de Universiteit van Notre Dame du Lac.
Farrell trad in bij de congregatie van de Legionairs van Christus, waar hij op 24 december 1978 priester werd gewijd. Hij was als kapelaan werkzaam op de universiteit van Monterrey, waar hij ook seminars gaf. Hij was administrateur voor zijn congregatie, met verantwoordelijkheid voor opleidingen in seminaries in Ierland, Italië en Spanje.
In 1984 vestigde hij zich in de Verenigde Staten, waar hij geïncardineerd werd in het aartsbisdom Washington D.C. Hij vervulde daar meerdere functies op pastoraal gebied. Op 28 december 2001 werd hij benoemd tot hulpbisschop van Washington, en tot titulair bisschop van Rusuccuru. Zijn bisschopswijding vond plaats op 11 februari 2002. Op 6 maart 2007 werd Farrell benoemd tot bisschop van Dallas.
Op 15 augustus 2016 werd Farrell benoemd tot prefect van de op dezelfde dag ingestelde dicasterie voor Leken, Gezin en Leven, waarin de opgeheven Pauselijke Raad voor het Gezin en Pauselijke Raad voor de Leken op 1 september 2016 geïncorporeerd werden.
Farrell werd tijdens het consistorie van 19 november 2016 kardinaal gecreëerd. Hij kreeg de rang van kardinaal-diaken. Zijn titeldiakonie werd de San Giuliano Martire.
Op 14 februari 2019 werd Farrell benoemd als camerlengo. Hij werd op 1 januari 2024 tevens benoemd als president van het Hooggerechtshof van Vaticaanstad. 
Op maandag 21 april 2025, paasmaandag (tweede paasdag), maakte Farrell als camerlengo rond 10.00 uur bekend dat paus Franciscus die ochtend was overleden. Als camerlengo is hij de kardinaal die verantwoordelijk is voor de Apostolische Kamer en na het overlijden van de paus het voorlopige bestuur van de Rooms-Katholieke Kerk op zich neemt voor administratieve aangelegenheden.

## Familie
Kevin Farrell is een broer van bisschop Brian Farrell, die secretaris is van de pauselijke Raad ter Bevordering van de Eenheid van de Christenen (een onderdeel van de dicasterie voor Bevordering van de Eenheid van de Christenen).
- Gemeinsame Normdatei: 1117229203
- International Standard Name Identifier: 0000 0000 8319 6600
- Library of Congress Control Number: n90633596
- Istituto Centrale per il Catalogo Unico: LIGV066502
- Système universitaire de documentation: 235358851
- Virtual International Authority File: 114879044
- WorldCat: E39PBJtmtMvXkmYbcYq88VtVG3